# Penningförfalskning
Penningförfalskning eller falskmynteri innebär förfalskning av pengar – sedlar eller mynt.
Myntförfalskning kan utföras antingen genom att förfalska eller förändra ett äkta mynt. Sedelförfalskning har genom allt mer avancerade sedeltryckningsmetoder med avsikt att försvåra olaglig pressning blivit ett allt mindre förekommande brott i västvärlden. Falskmynteri har alltid straffats hårt, främst på grund av att omfattande falskmynteri kan rubba den ekonomiska balansen i ett land, och minska förtroendet för valutan.

## Lista över kända falskmyntare
- Abel Buell (1742–1822), amerikansk guld- och silversmed även verksam som juvelerare
- Albert Talton, amerikansk falskmyntare som producerade falska sedlar till ett värde  motsvarande 7 miljoner dollar med hjälp av en vanlig bläckstråleskrivare
- Alves dos Reis (1896–1955), portugisisk brottsling och falksmyntare
- Anatasios Arnaouti, brittisk falskmyntare som dömdes till fängelse 2005
- Arthur Williams (född 1972), amerikansk falskmyntare känd för att ha producerat extremt välgjorda förfalskningar av 100-dollarsedlar
- Catherine Murphy, engelsk falskmyntare och den sista person i Storbritannien som dömdes till att avrättas genom bränning på bål
- David Farnsworth (1760–1778), brittisk agent under Amerikanska frihetskriget
- Edward Bonney (1807–1864), amerikansk mjölnare, hotellägare, prisjägare, detektiv, postmästare, köpman, soldat, författare, och falskmyntare
- Francis Greenway (1777–1837), engelskfödd arkitekt som satt fängslad i Australien efter att blivit dömd för falskmynteri
- Isaiah L. Potts (född cirka 1784, död efter 1843), amerikansk saltmakare och tavernaägare
- John Duff, amerikansk kriminell under senare delen av 1700-talet
- John Murrell (1806–1844), amerikansk bandit känd som "Great Western Land Pirate"
- Mary Butterworth (1686–1775), förfalskare under USA:s kolonialtid
- Mike DeBardeleben (1940–2011), amerikansk kidnappare, våldtäktsman och misstänkt seriemördare
- Peter Alston, en falskmyntare som verkade i slutet av 1700-talet och början av 1800-talet
- Petter Stenberg (1821–1913), svensk falskmyntare som under mer än 50 år ägnade sig åt penning- och växelförfalskningar, och som satt fängslad i omkring 30 år av sitt liv
- Philip Alston, en falskmyntare som verkade under 1700-talet
- Samuel C. Upham (1819–1885), ibland kallad "Honest Sam Upham", känd som den första kända förfalskaren av Confederate States dollar ($CSA) under det amerikanska inbördeskriget
- Stephen Jory, Storbritanniens mest kände falskmyntare
- Sturdivant Gang (1780- till 1820-talet), en amerikansk släkt som förfalskade pengar under flera generationer
- Wesley Weber, Kanadas mest kände förfalskare, fängslad 2001
- William Chaloner, brittisk förfalskare som dömdes till döden 1699 för landsförräderi av Sir Isaac Newton, då direktör för brittiska myntverket